# Vierges de la Présentation de la Bienheureuse Vierge Marie
Ne doit pas être confondu avec Sœurs de la Présentation de Marie ou Sœurs de la Présentation de la Bienheureuse Vierge Marie.
Les Vierges de la Présentation de la Bienheureuse Vierge Marie (en latin : Congregatio Virginum a Praesentatione Beatae Mariae Virginis) forment une congrégation religieuse féminine enseignante de droit pontifical.

## Historique
La congrégation est fondée par Zofia Czeska, veuve en 1627, qui établit à Cracovie un refuge pour les jeunes dans le besoin. 
L'institut est érigé canoniquement le 31 mai 1627 par Mgr Marcin Szyszkowski (pl), archevêque de Cracovie ; en 1628, avec le consentement du pape Alexandre VII, le refuge est transformé en une congrégation religieuse. Les constitutions sont approuvées en 1658 par le pape Alexandre VII ; l'institut est agrégé à l'ordre des frères mineurs le 19 avril 1938.

## Activités et diffusion
Les religieuses se consacrent à l'éducation des jeunes. 
Elles sont présentes en Pologne, en Italie, au Vatican et en Ukraine. 
La maison généralice est à Cracovie.
En 2017, la congrégation comptait 123 sœurs dans 18 maisons. 